# Expérience Mach c

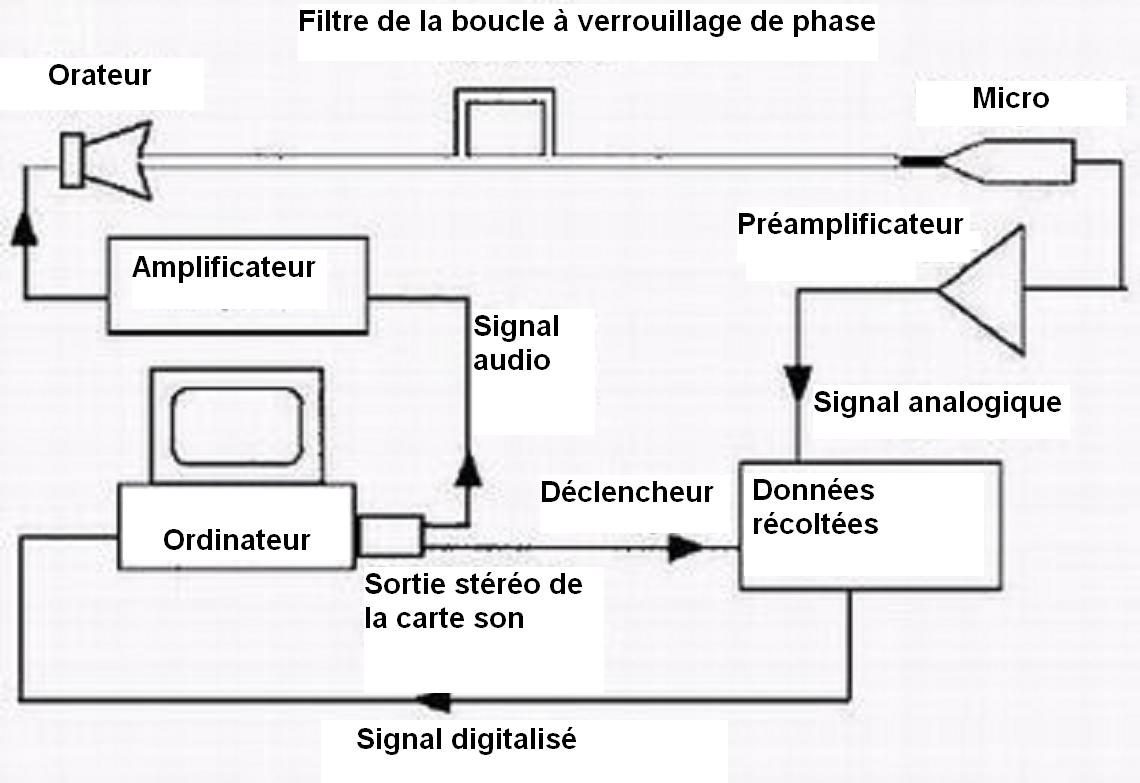
Schéma technique de l'expérience Mach c

L’expérience Mach c  est une expérience de physique ondulatoire, et plus précisément d'acoustique, destinée à mettre en évidence des vitesses de groupe d'ondes sonores  dépassant la vitesse de la lumière c (c'est-à-dire supérieures à 299792458 m/s). 
Elle a été réalisée par le Docteur William Robertson de la Middle Tennessee State University en janvier 2007 grâce à un simple dispositif électroacoustique construit par lui-même et ses étudiants. 
Comme la plupart des expériences dans ce domaine, elle peut être interprétée soit par une vitesse de groupe dépassant la vitesse de la lumière, soit par une vitesse de groupe négative. 
Selon William Robertson, l’expérience ne contrevient pas à la relativité d’Einstein, même si, dans la théorie du signal (interaction sur les déphasages et en forçant les ondes à interférer d’une façon bien définie), un signal sort en effet du dispositif avant d’y être vraiment rentré. 
L’expérience de Robertson est une confirmation de plusieurs théories, notamment celle de Joel Mobley (université du Mississippi).
Ce résultat est analogue à ceux mettant en jeu l’effet tunnel avec de la lumière ou des ondes électromagnétiques et ne se borne pas uniquement à la physique quantique. 